# Dr. No (James Bond)
Il Dr. Julius No è un personaggio immaginario, nemico di James Bond.
È il principale antagonista del primo film sulla spia inglese, Agente 007 - Licenza di uccidere, ed è stato creato da Ian Fleming nel romanzo omonimo. Entrambe le opere, in lingua originale, sono chiamate proprio Dr. No.

## Biografia
Il Dr. Julius No è un affiliato della SPECTRE, la potente organizzazione criminale capeggiata da Ernst Stavro Blofeld.
Figlio illegittimo di un missionario tedesco e di una donna cinese di buona famiglia, col tempo divenne l'amministratore dei beni dell'associazione Tong, a cui sottrasse dieci milioni di dollari con cui attrezzò l'isola di Crab Key, in Giamaica, facendone anche la sua principesca residenza.
Il suo piano consiste nel sabotare le missioni spaziali delle due superpotenze mondiali, gli Stati Uniti e l'Unione Sovietica, dirottando i vettori spaziali che avrebbero portato i satelliti artificiali e l'uomo nello spazio per vendicarsi di come entrambe le nazioni avessero rifiutato tempo addietro i suoi servigi; per far questo ha compiuto, nel corso degli anni, diversi studi di ingegneria e sui materiali radioattivi, finendo col perdere entrambe le mani (sostituite da due protesi metalliche che gli conferiscono una presa mortale). È inoltre il responsabile della morte del padre di Honey Ryder, la bella cacciatrice di conchiglie che Bond incontra nel corso delle sue indagini.
Sebbene, in un primo momento, riesca a catturare 007, alla fine l'agente riuscirà a fermare il suo megalomane progetto e a uccidere lo scienziato facendolo cadere nella vasca di raffreddamento del suo reattore nucleare. Il capitolo successivo, A 007, dalla Russia con amore, vede proprio la SPECTRE architettare un ingegnoso piano per vendicarsi di tale omicidio.